# Ivan Zorman (glasbenik)
Ivan Zorman, slovenski pesnik, glasbenik in prevajalec, * 28. april 1889, Šmarje - Sap, † 4. avgust 1957, Cleveland, ZDA.

## Življenjepis
Zormanova družina se je leta 1893 izselila v ZDA, se 1898 za kratek čas vrnila v domovino in se nato ponovno izselila v Ameriko. Zorman je obiskoval šole v različnih krajih Minnesote, nato pa je v Clevelandu najprej od leta 1907 do 1910 študiral angleščino, francoščino in italijanščino ter nato od leta 1910 do 1912 še glasbo. Nato je kot pianist nastopal v gledališčih in koncertnih dvoranah, bil več let organist v slovenski župniji v Clevelandu ter zasebni učitelj klavirja, orgelj in solo petja. Poučeval pa je tudi slovensko književnost na slovenski šoli v Clevelandu.

## Literarno delo
Lirične pesmi je začel objavljati v raznih slovenskih periodičnih listih, ki so takrat izhajali v Ameriki in tudi v zamejstvu, nekateri ponatisi pa so izšli v Sloveniji. V Clevelandu je v samozaložbi izdal zbirke: Poezije (1919), Pesmi (1922), Lirični spevi (1925), Pota ljubezni (1931) in Iz novega sveta (1938). Leta 1928 je v samozaložbi izdal izbor lastnih prevodov slovenskih pesnikov Slovene (Jugoslav) Poetry).
Veliko Zormanovih pesmi je uglasbenih. Nekaj jih je uglasbil sam, druge pa E. Adamič, M. Holman, A.Šubelj in M. Tomc.